# Zakopane
Zakopane [zakoˈpanε]  est une ville de la voïvodie de Petite-Pologne, située au pied du massif le plus important du pays, les Tatras. Réputée pour ses paysages, pistes de ski, sentiers de randonnée, ainsi que pour sa culture populaire unique, elle est considérée comme la capitale des sports d'hiver de la Pologne. C’est également la ville la plus élevée du pays et un important centre touristique. Bien qu'elle ne soit pas très grande, elle attire près de trois millions de touristes par an, ce qui la place en troisième position dans le pays après Varsovie et Cracovie.
Située en partie sur le territoire du Parc national des Tatras, au cœur de la région Podhale, Zakopane est également une ville de cure qui abrite plusieurs sanatoriums. Elle possède plusieurs musées et recèle de nombreux trésors d'architecture. C'est au peintre Stanisław Witkiewicz qu'elle doit son original style architectural.

## Histoire

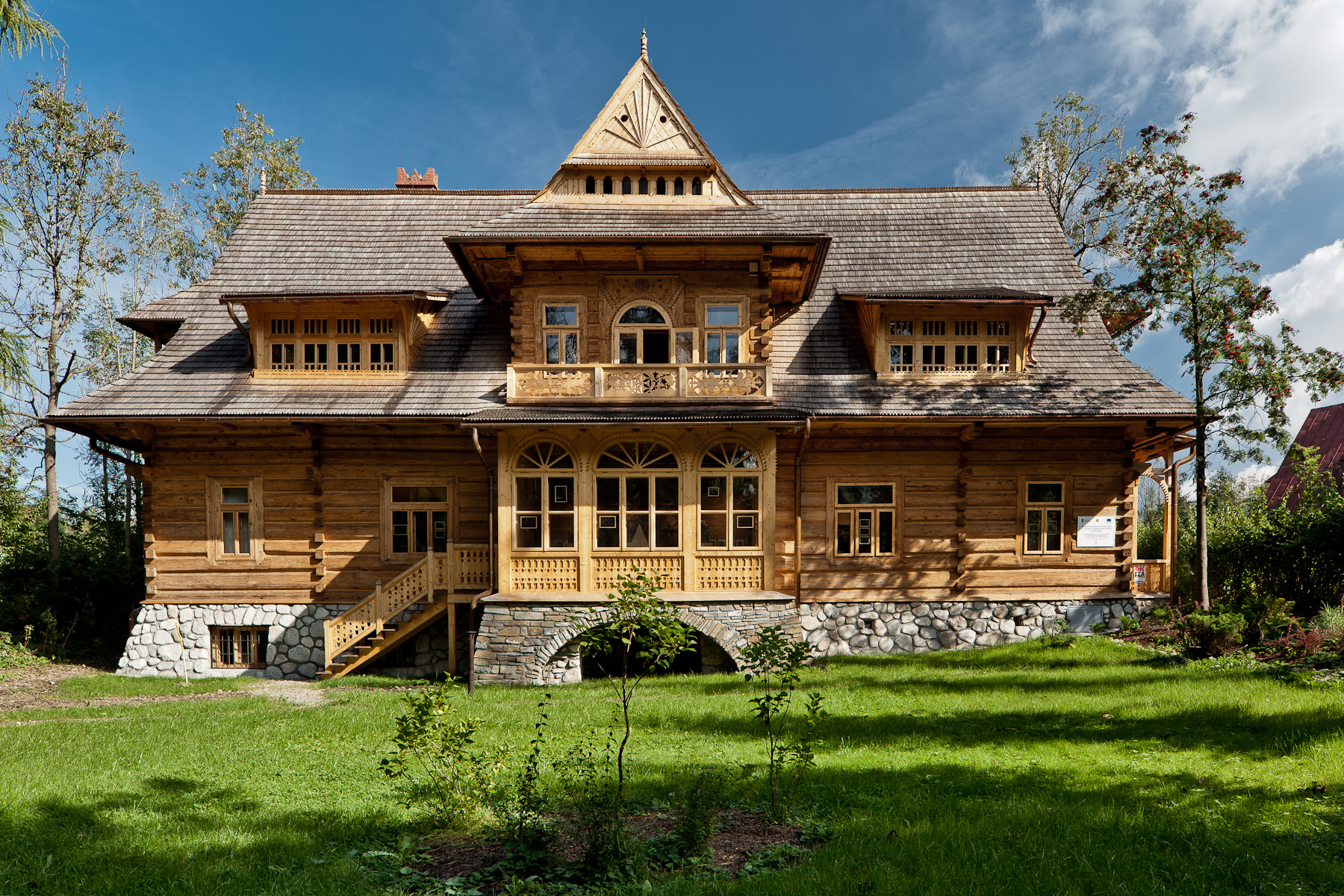
Style de Zakopane.

Fondée au XVIIe siècle, Zakopane n'était alors qu'un village minier crée autour d'une fonderie et une forge (l’une des plus grandes d’Europe centrale). Découverte un siècle plus tard par des naturalistes et des géologues, des passionnés de santé et des amoureux de la montagne, Zakopane est devenu à la mode attirant alors la haute bourgeoisie et les bohémiens.
Cet âge d'or qui a commencé dans la seconde moitié du XIXe siècle, Zakopane doit essentiellement à l'activité du docteur de Varsovie, Tytus Chałubiński, qui a popularisé ses conditions climatiques auprès de ses patients. Grâce à lui, Zakopane a obtenu en 1886 le statut de station thermale. Le développement de la ville s'est poursuivi avec le comte Władysław Zamoyski qui a fait construire la route reliant Zakopane à Nowy Targ, ainsi qu'une ligne de chemin de fer. Avec l'accès plus facile, le nombre de clients visitant la station a considérablement augmenté. À la fin du XIXe siècle, Zakopane comptait déjà 3 000 habitants.

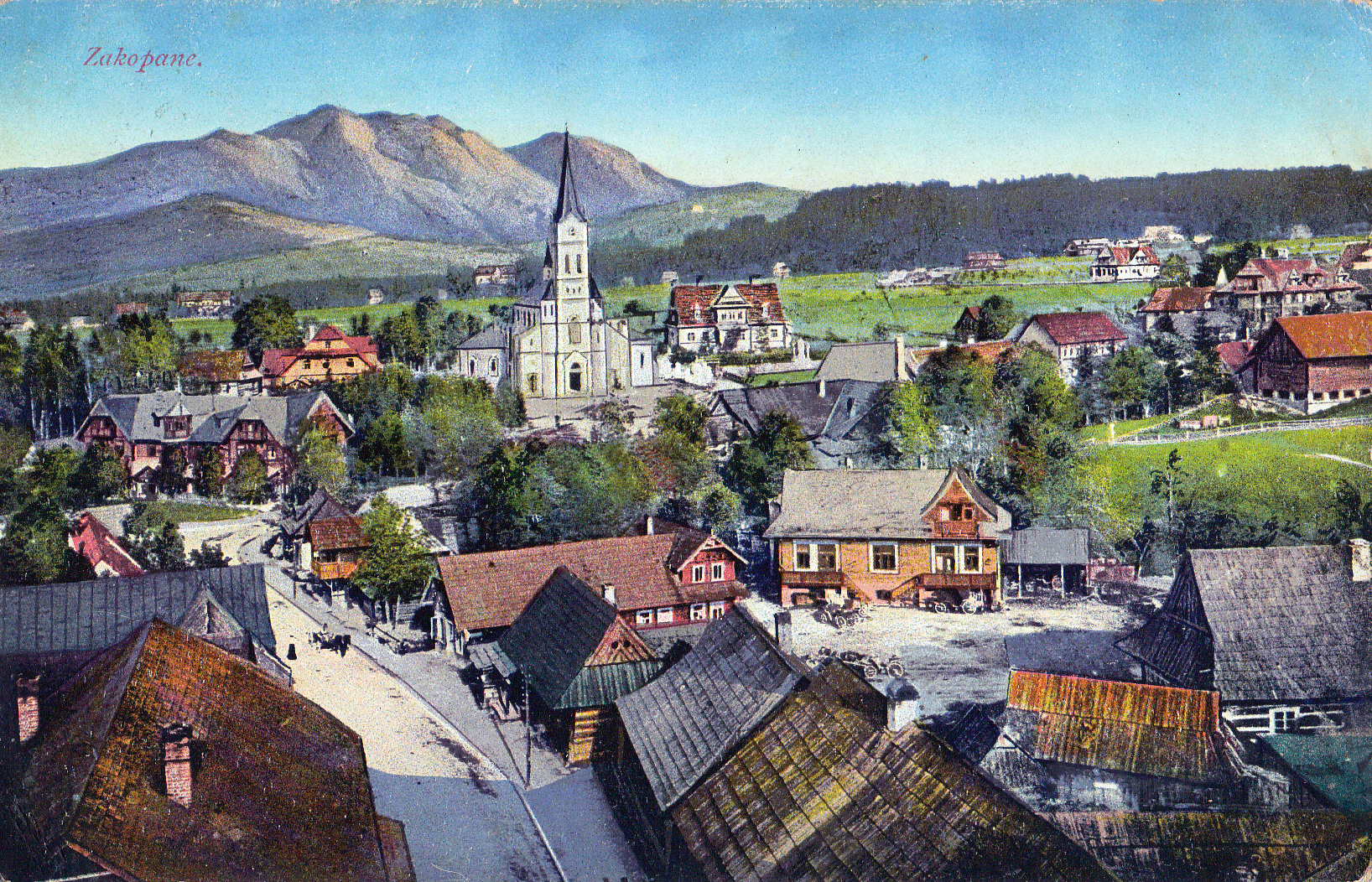
Zakopane, carte postale 1916.

Peu avant 1900 et grâce à l'aide financière de sa belle-sœur Maria Skłodowska-Curie, Kazimierz Dłuski a ouvert à Zakopane le premier sanatorium de Pologne. De nombreuses maisons de repos spécialement équipée pour les patients atteints de tuberculose y ont vu le jour ensuite. La ville est devenu populaire parmi les artistes et les écrivains. Entre autres, Henryk Sienkiewicz, Stanisław Witkiewicz, son fils Witkacy, Karol Szymanowski, Jan Kasprowicz se sont installés à Zakopane.
Le 30 octobre 1918, la République de Zakopane créée deux semaines avant proclame son indépendance de l'Autriche-Hongrie pour être ensuite rattachée à la Pologne nouvellement indépendante. Son président est l'écrivain polonais Stefan Żeromski.

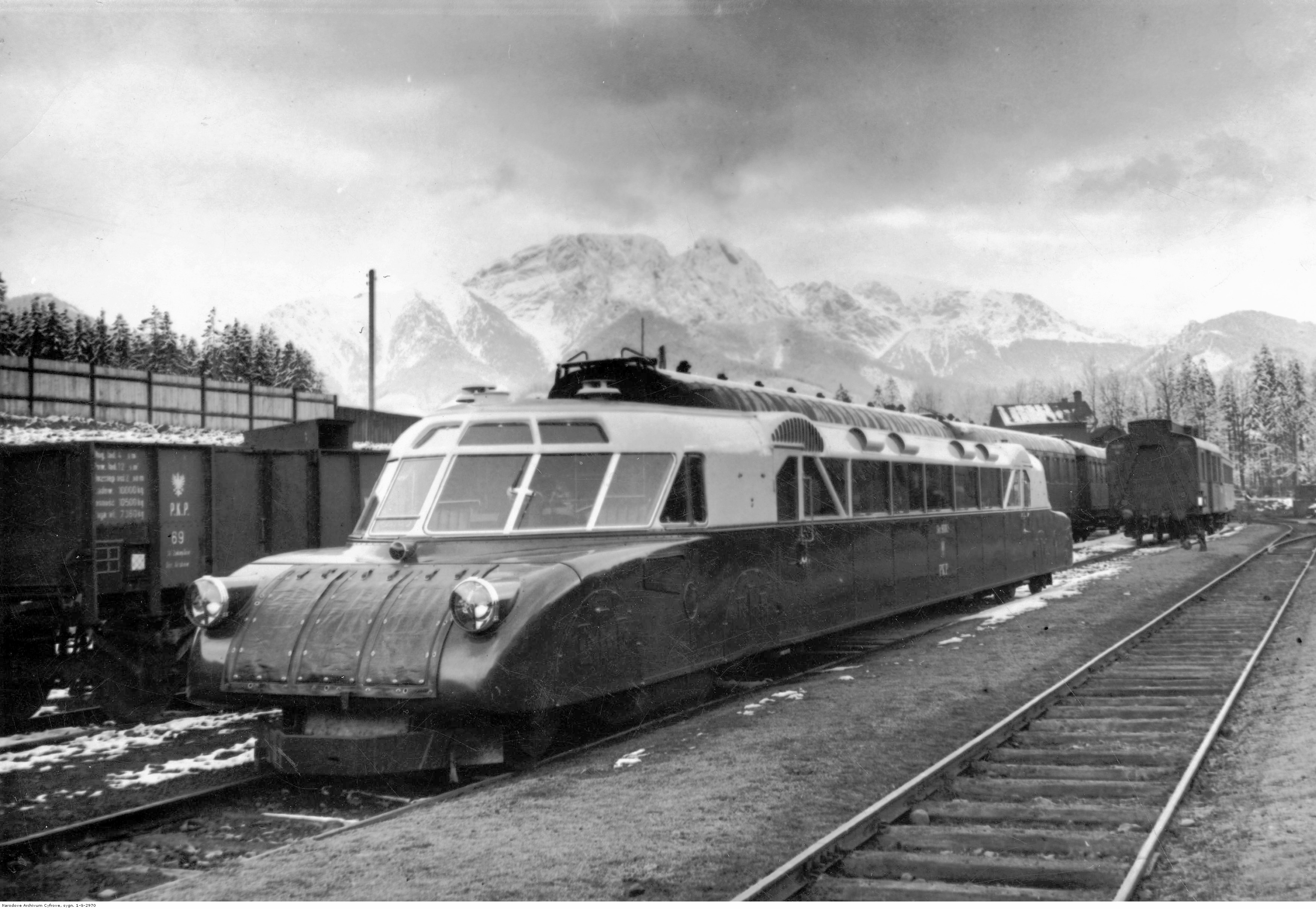
Train Luxtorpeda à Zakopane 1936.

Après la Première Guerre mondiale, le comte Zamoyski a légué tous ses biens au peuple polonais. Son domaine des Tatras, y compris les forêts de Zakopane, Brzegi, Bukowina, Kościelisko, Dębno, Ząb ont constitué ensuite le noyau du Parc national des Tatras formé après la Seconde Guerre mondiale.
Entre les deux guerres mondiales, Zakopane continuait à se développer. Les championnats du monde de ski FIS ont eu lieu à Zakopane en 1929 et 1939. Le village a reçu le statut de ville le 18 octobre 1933. Le nombre de touristes a atteint 60 000 dans les années 1930.
Pendant la Seconde Guerre mondiale, Zakopane est devenu un important centre de résistance et de passage de courriers. Le sous-sol de l'hôtel Palace a été converti en prison de la Gestapo que les habitants de Zakopane ont vite surnommé « la boucherie de Podhale ». Parmi les prisonniers torturés à Palace se trouvaient, entre autres, les célèbres athletes et résistants : Stanisław Marusarz, Helena Marusarzówna et Bronisław Czech. C'est dans l'une des cellules de l'ancien siège de la Gestapo que fut retrouvée une prière écrite avant son exécution par une jeune résistante, Helena Wanda Blażusiakówna, et qui inspira à Henryk Górecki le deuxième mouvement, Prière à la Vierge Marie, de sa Symphonie no 3. En 2024, une succursale du Musée des Tatras a été ouverte dans l'ancienne prison. 
Le 20 février 1940, dans les villas Pan Tadeusz et Telimena fut organisée une convention commune de la Gestapo et du NKVD soviétique sur les méthodes de collaboration contre la résistance polonaise.
Fin 1945, Lena Küchler-Silberman crée un orphelinat à Zakopane pour accueillir environ 120 enfants juifs orphelins survivants.
Après la Seconde Guerre mondiale, le tourisme de masse a atteint la ville, et la domine encore aujourd'hui.

## Climat
| Mois                                             | jan.       | fév.       | mars       | avril     | mai       | juin      | jui.      | août      | sep.      | oct.       | nov.       | déc.       | année      |
| ------------------------------------------------ | ---------- | ---------- | ---------- | --------- | --------- | --------- | --------- | --------- | --------- | ---------- | ---------- | ---------- | ---------- |
| Température minimale moyenne (°C)                | −7         | −6,3       | −3,5       | 1,2       | 5,7       | 9,3       | 10,8      | 10,5      | 6,5       | 2,3        | −1,5       | −5,8       | 1,8        |
| Température moyenne (°C)                         | −3,3       | −2,4       | 0,6        | 6         | 10,7      | 14,2      | 15,8      | 15,6      | 10,9      | 6,5        | 2,1        | −2,3       | 6,2        |
| Température maximale moyenne (°C)                | 1,1        | 2          | 5,4        | 11,3      | 16        | 19,5      | 21,2      | 21,3      | 16,3      | 11,8       | 6,6        | 1,8        | 11,2       |
| Record de froid (°C) date du record              | −29,8 1956 | −34,1 1956 | −23,8 1963 | −12 1952  | −6,1 1954 | −1,6 1977 | 0,9 1962  | 0,2 1964  | −4,9 1977 | −10,7 1997 | −19,6 1975 | −25,5 1962 | −34,1 1956 |
| Record de chaleur (°C) date du record            | 14,9 1991  | 17,6 2021  | 20,3 1968  | 25,5 2012 | 27,3 2005 | 31,4 2010 | 32,5 2007 | 32,8 2013 | 30,7 2015 | 26,3 2000  | 20,6 2008  | 18,4 1961  | 32,8 2013  |
| Ensoleillement (h)                               | 69,1       | 81,2       | 118,2      | 162,5     | 179,6     | 178,3     | 197,1     | 193,4     | 128,4     | 113,8      | 75,6       | 55,6       | 1 552,8    |
| Précipitations (mm)                              | 46,6       | 51,3       | 61,4       | 81,2      | 141,5     | 149,4     | 191,6     | 125,3     | 111       | 80,8       | 59,6       | 45,1       | 1 145      |
| dont neige (cm)                                  | 610        | 739,4      | 510,3      | 99,9      | 1         | 0         | 0         | 0         | 0         | 25,8       | 143,9      | 376        | 2 506,3    |
| Nombre de jours avec précipitations              | 9,6        | 10,5       | 11         | 11,3      | 14,7      | 13,9      | 15,1      | 10,9      | 10,9      | 10,4       | 9,6        | 9,8        | 137,7      |
| dont nombre de jours avec précipitations ≥ 10 mm | 0,9        | 1,3        | 1,2        | 2,4       | 4,7       | 5,2       | 5,9       | 3,9       | 3,6       | 2,6        | 1,6        | 0,7        | 34         |
| Humidité relative (%)                            | 81,1       | 78,5       | 75         | 71,1      | 74,4      | 76,1      | 76,7      | 77,4      | 81,6      | 81,7       | 82,9       | 83,5       | 78,3       |
| Nombre de jours avec neige                       | 26,7       | 25,3       | 20,7       | 6,5       | 0,2       | 0         | 0         | 0         | 0         | 2,8        | 10,9       | 23,5       | 116,7      |

| Diagramme climatique                                  |           |             |             |            |              |               |               |            |             |             |             |
| J                                                     | F         | M           | A           | M          | J            | J             | A             | S          | O           | N           | D           |
| 1,1−746,6                                             | 2−6,351,3 | 5,4−3,561,4 | 11,31,281,2 | 165,7141,5 | 19,59,3149,4 | 21,210,8191,6 | 21,310,5125,3 | 16,36,5111 | 11,82,380,8 | 6,6−1,559,6 | 1,8−5,845,1 |
| Moyennes : • Temp. maxi et mini °C • Précipitation mm |           |             |             |            |              |               |               |            |             |             |             |

## Capitale de sports
Zakopane s’est taillée une réputation internationale dans les domaines du ski de fond, du saut à ski et du biathlon. La ville a accueilli les Championnats du monde de ski alpin en 1939, les championnats du monde de ski nordique en 1929, 1939 et 1962, et les Universiades d’hiver en 1956, 1993 et 2001. De 1927 à 1931, elle a organisé la course de côte des Tatras, avec deux éditions en Championnat d'Europe de la montagne.

Zakopane fut candidate pour organiser les Jeux olympiques d'hiver de 2006, mais elle a perdu face à Turin.

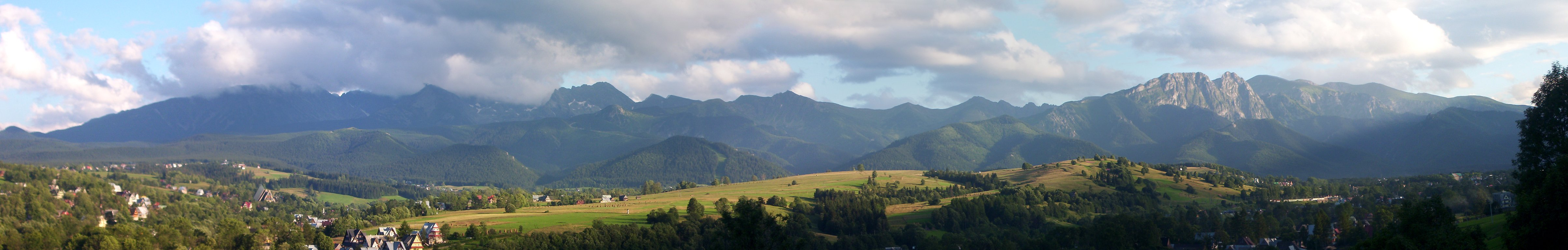
Panorama.

### Station de ski
Le domaine skiable de Zakopane est réparti sur plusieurs sites, non reliés entre eux :
- Butorowy Wierch (un télésiège, point culminant à 1 160 m d'altitude) ;
- Gubałówka (trois remontées mécaniques, point culminant à 1 123 m d'altitude) ;
- Kasprowy Wierch (unique domaine réellement de haute montagne, point culminant à 1 987 m d'altitude) ;
- Pardałówka (huit téléskis) ;
- Polana Szymoszkowa (deux télésièges, trois pistes, 1,3 km de pistes) ;
- Witów Ski (six remontées mécaniques).

## Culture
Au mois d'août, la ville de Zakopane organise un Festival de folklore des régions de montagne, suivi en septembre, par un Festival du film de montagne . La première rencontre du Festival de folklore, l'ancêtre du festival actuel, a eu lieu en 1935, mais ce n'est qu'en 1968 que des groupes étrangers furent invités pour la première fois. Il s'ouvre sur une parade à travers les rues. Des spectacles de danse et de musique folklorique, des concours, des défilés, des ateliers d'artisans et des expositions ouvrent à la connaissance de multiples ethnies des montagnes du monde.
Zakopane accueille régulièrement des rencontres espérantophones. À l'occasion du nouvel an 2010, la ville a accueilli la semaine européenne des jeunes espérantophones (JES - Junulara E-Semajno), organisée conjointement par les associations espérantistes allemandes et polonaises.
Le plus grand musée de la ville est le Musée des Tatras qui possède plusieurs succursales, entre autres : Musée du Style de Zakopane, La Galerie de l'Art du 20e siècle à la villa Oksza, Musée de Kornel Makuszyński, Musée de l'Insurrection de Chochołów (à Chochołów).
Le Cimetière Pęksowy Brzyzek à Zakopane est la plus vieille nécropole dans la ville, fondé vers 1850. Y sont enterrées les personnes de mérite pour Zakopane, la région de Podhale ou la Pologne

## Personnalités liées avec Zakopane

La Maison de Karol Szymanowski.

- Tytus Chałubiński (1820 -1889), médecin et botaniste. Grâce à lui, Zakopane a obtenu en 1886 le statut de station thermale, particulièrement recommandée dans le traitement des maladies pulmonaires
- Andrzej Chramiec (1859–1939), médecin et activiste social
- Bronisław Czech (1908 -1944), champion de ski et résistant, mort assassiné dans le camp de concentration d'Auschwitz
- Kazimierz Dłuski (1855-1930), médecin, homme politique, activiste social, beau-frère de Maria Skłodowska-Curie
- Olga Drahonowska-Małkowska (1888-1979), une des fondatrices du scoutisme polonais
- Władysław Hasior  (1928 -1999), sculpteur
- Tomasz Janiszewski (1867-1939), médecin, fondateur de la Société de médecins de Galicie et la Société polonaise de lutte contre la tuberculose
- Jan Krzeptowski (Sabała) (1809 -1894)
- Helena Marusarzówna (1918-1941) - championne de ski, résistante, morte fusillée par les Allemands
- Stanisław Marusarz (1913-1993), champion de ski, résistant
- Kornel Makuszyński (1884-1953), écrivain
- Władysław Orkan (1875 -1930), poète
- Zofia Radwańska-Paryska (1901-2001), écrivaine, alpiniste, première femme sauveteur et guide des Tatras.
- Witold Henryk Paryski (1909-2000), médecin, alpiniste, écrivain
- Kazimierz Przerwa-Tetmajer (1865-1940), poète
- Karol Stryjeński (1887-1932), architecte
- Karol Szymanowski (1882-1937), compositeur
- Stanisław Witkiewicz (1887-1915), peintre, architecte
- Władysław Zamoyski (1853-1924), entrepreneur, mécène et activiste social engagé dans la protection de la nature des Tatras
- Juliusz Zborowski (1888-1965 ), linguiste et ethnographe.
- Mateusz Rutkowski (1986-2024), un sauteur à ski.

## Jumelages
| Ville | Ville                | Pays | Pays      | Période                    |
| ----- | -------------------- | ---- | --------- | -------------------------- |
|       | Bansko               |      | Bulgarie  |                            |
|       | Opatija              |      | Croatie   |                            |
|       | Polonezköy           |      | Turquie   |                            |
|       | Poprad               |      | Slovaquie | depuis le 25 juin 1993     |
|       | Saint-Dié-des-Vosges |      | France    | depuis le 14 juillet 1990  |
|       | Siegen               |      | Allemagne | depuis le 21 mai 1989      |
|       | Sopot                |      | Pologne   | depuis le 20 mars 1993     |
|       | Stryï                |      | Ukraine   | depuis le 6 juin 2004      |
|       | Vysoké Tatry         |      | Slovaquie | depuis le 5 septembre 2003 |

## Galerie

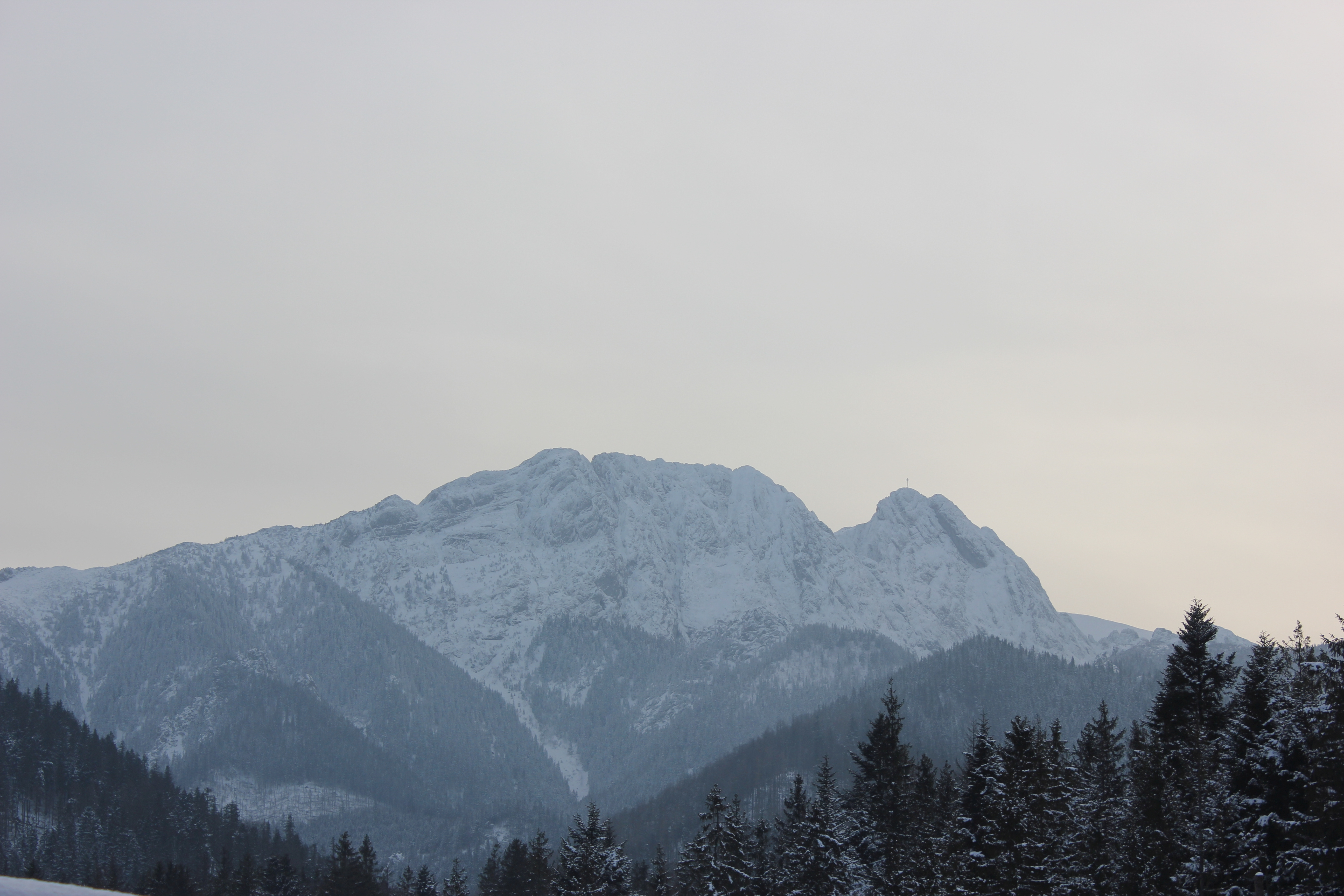
Giewont
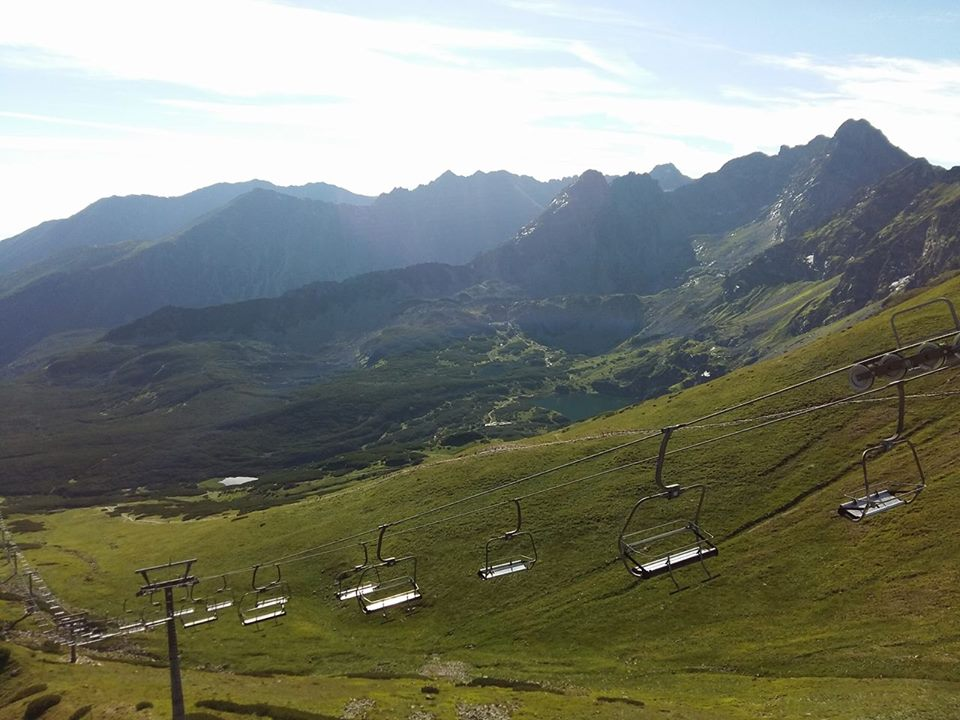
Remontée mécanique à Kasprowy Wierch
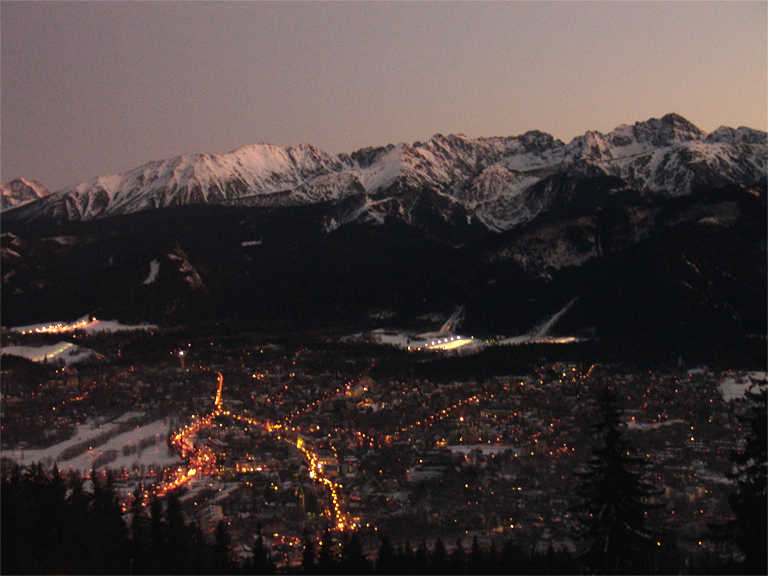
La ville vue de Gubałówka
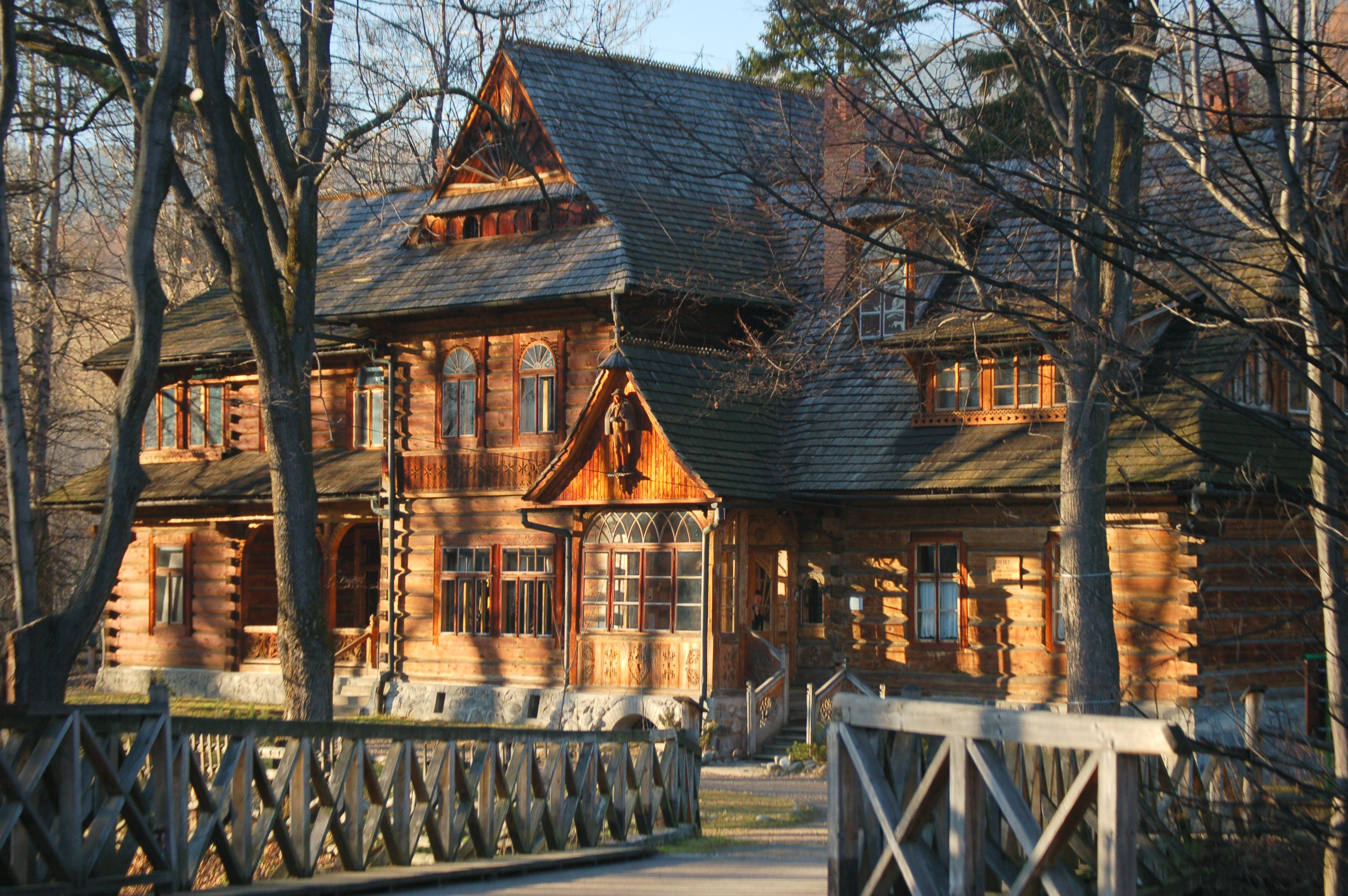
Musée du Style de Zakopane
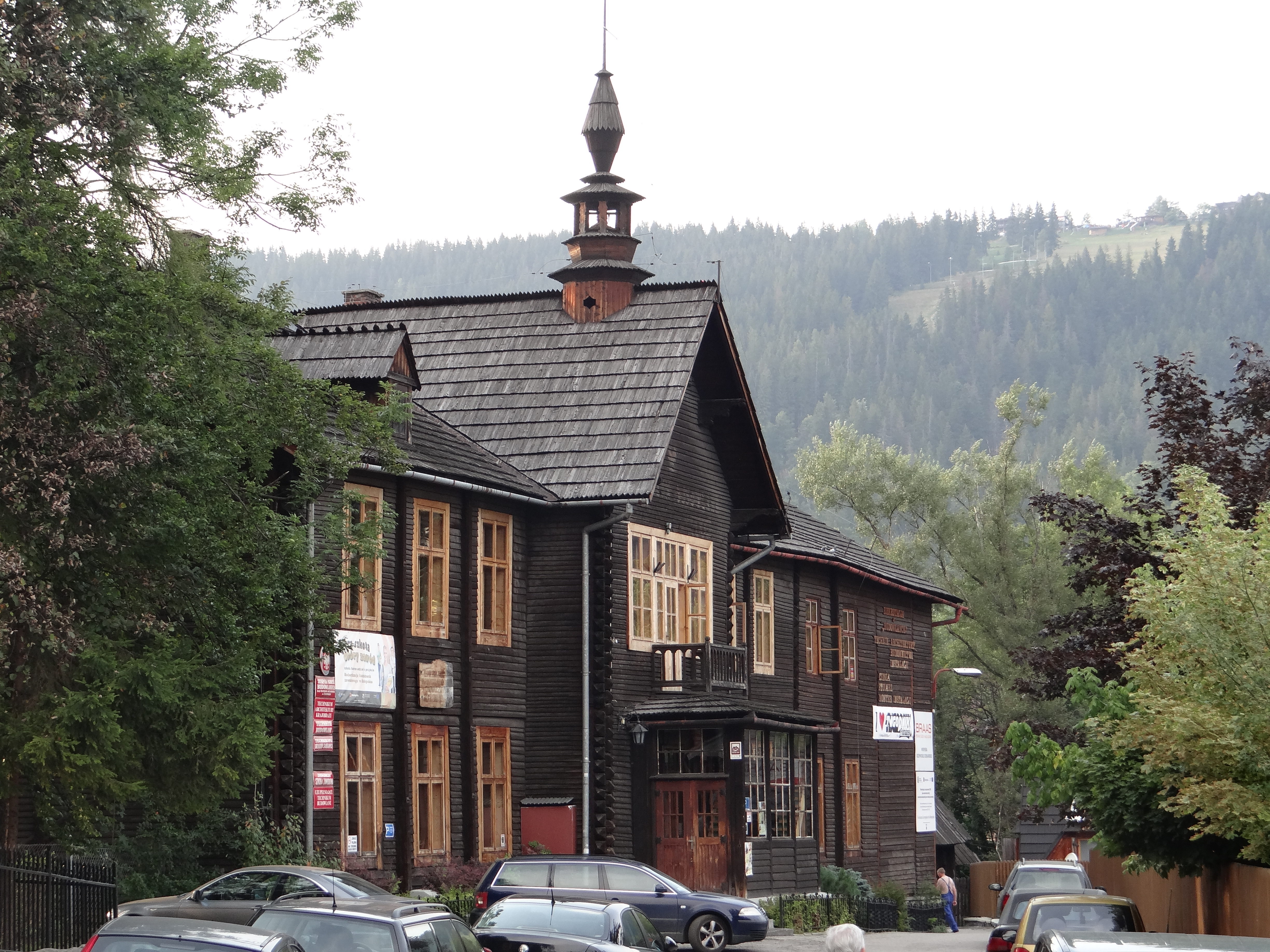
Rue Krupówki
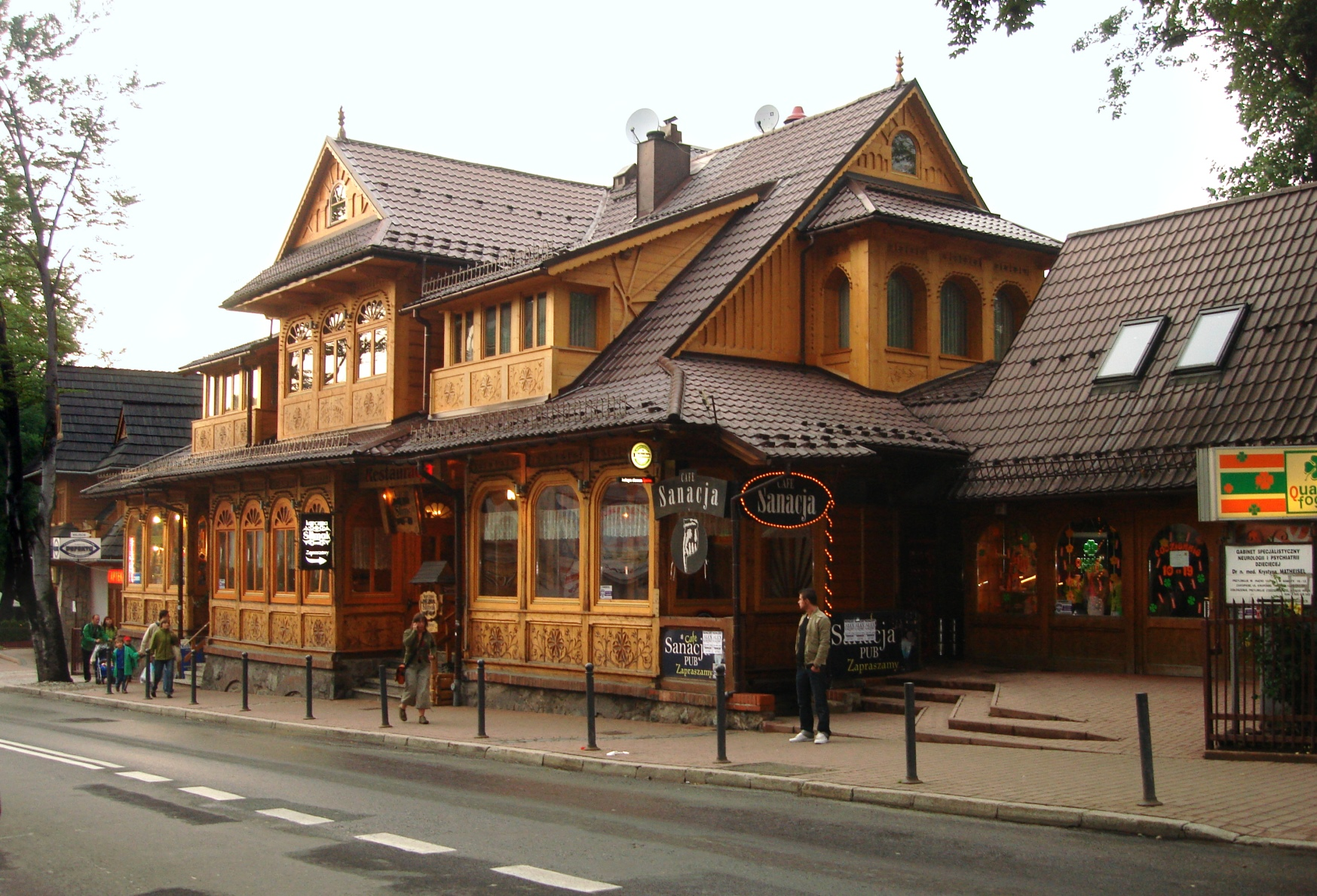
Rue Krupówki
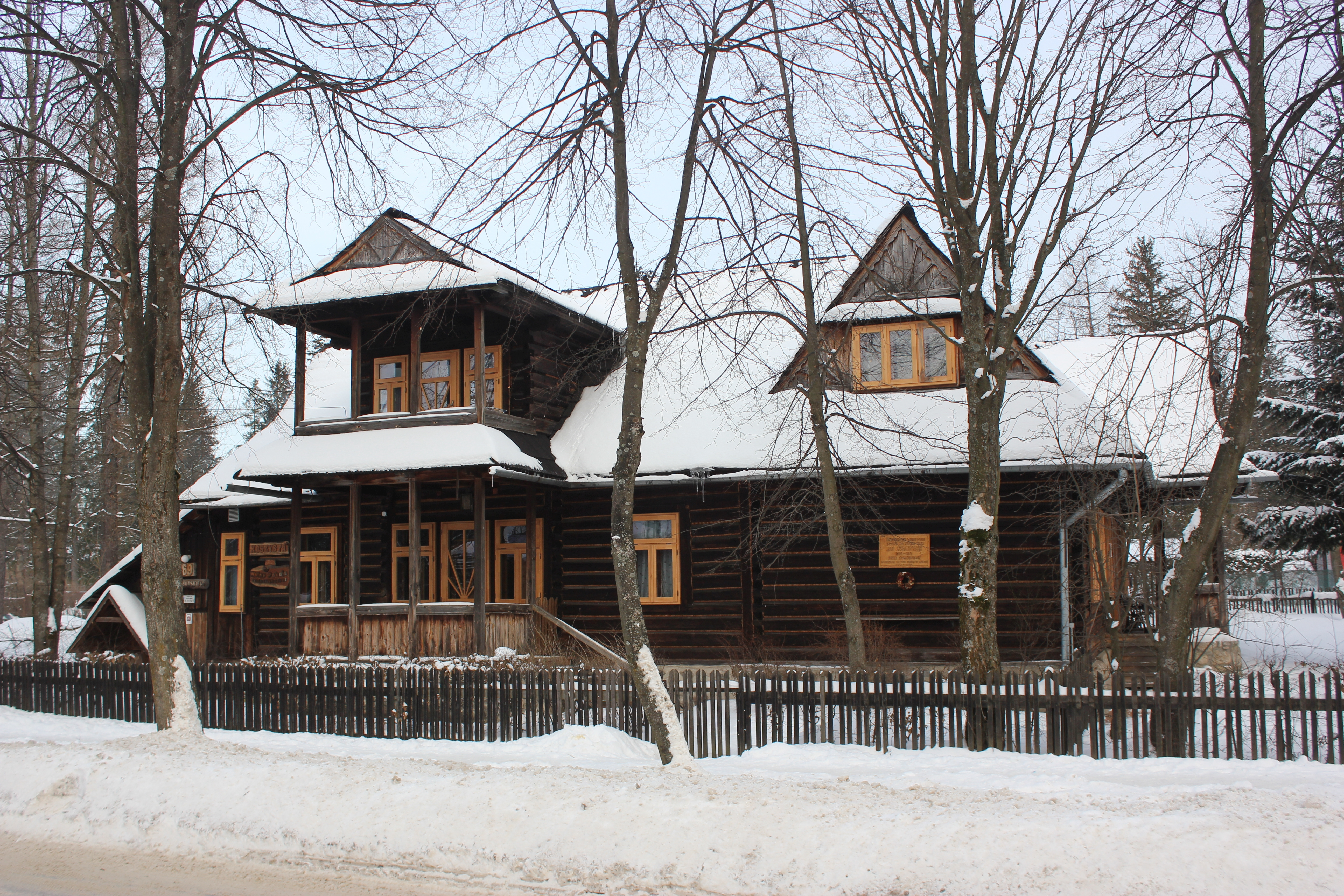
Maison de Jan Sztaudynger
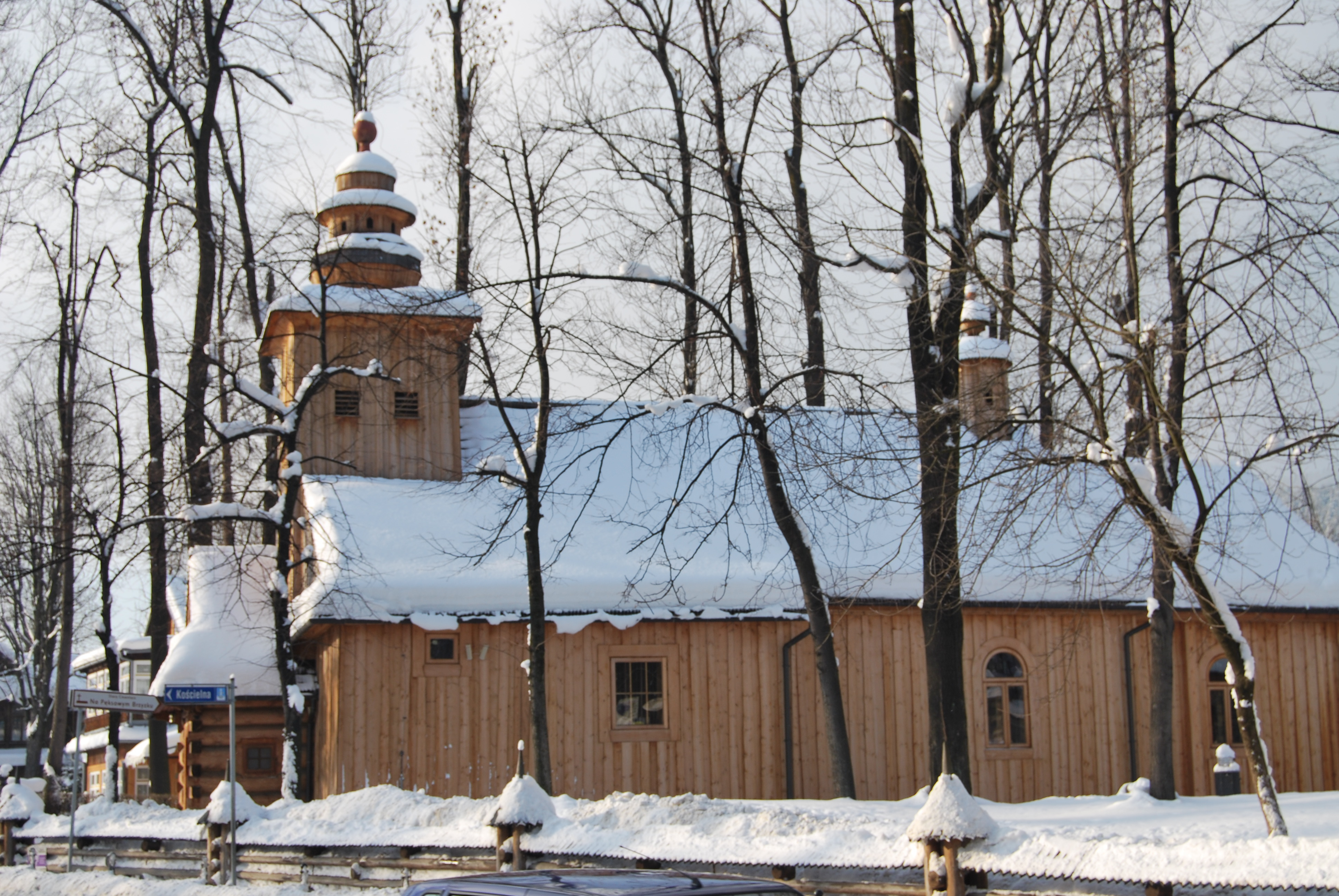
Église de Notre-Dame de Czestochowa du Cimetière Pęksowy Brzyzek
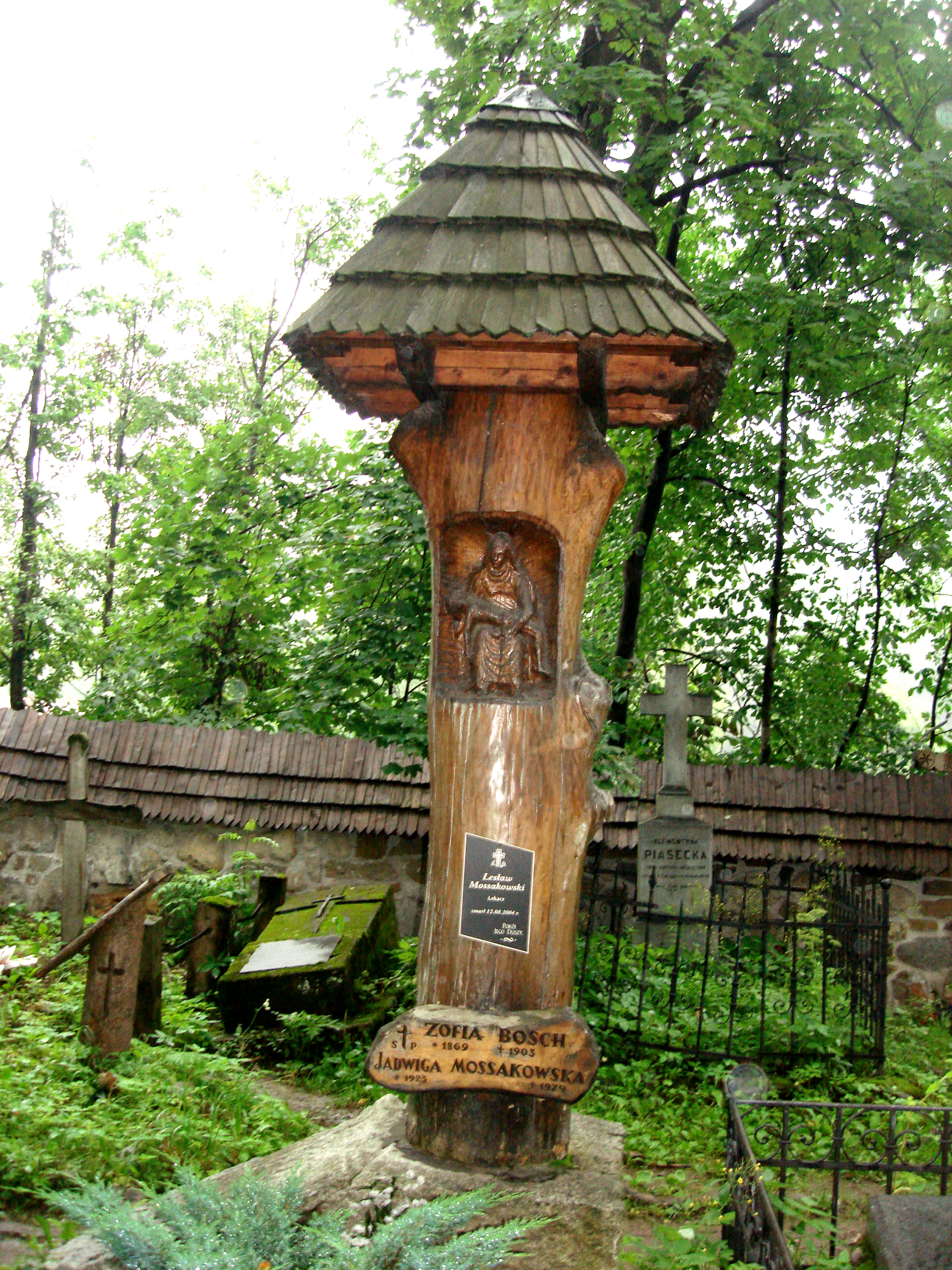
Cimetière Pęksowy Brzyzek
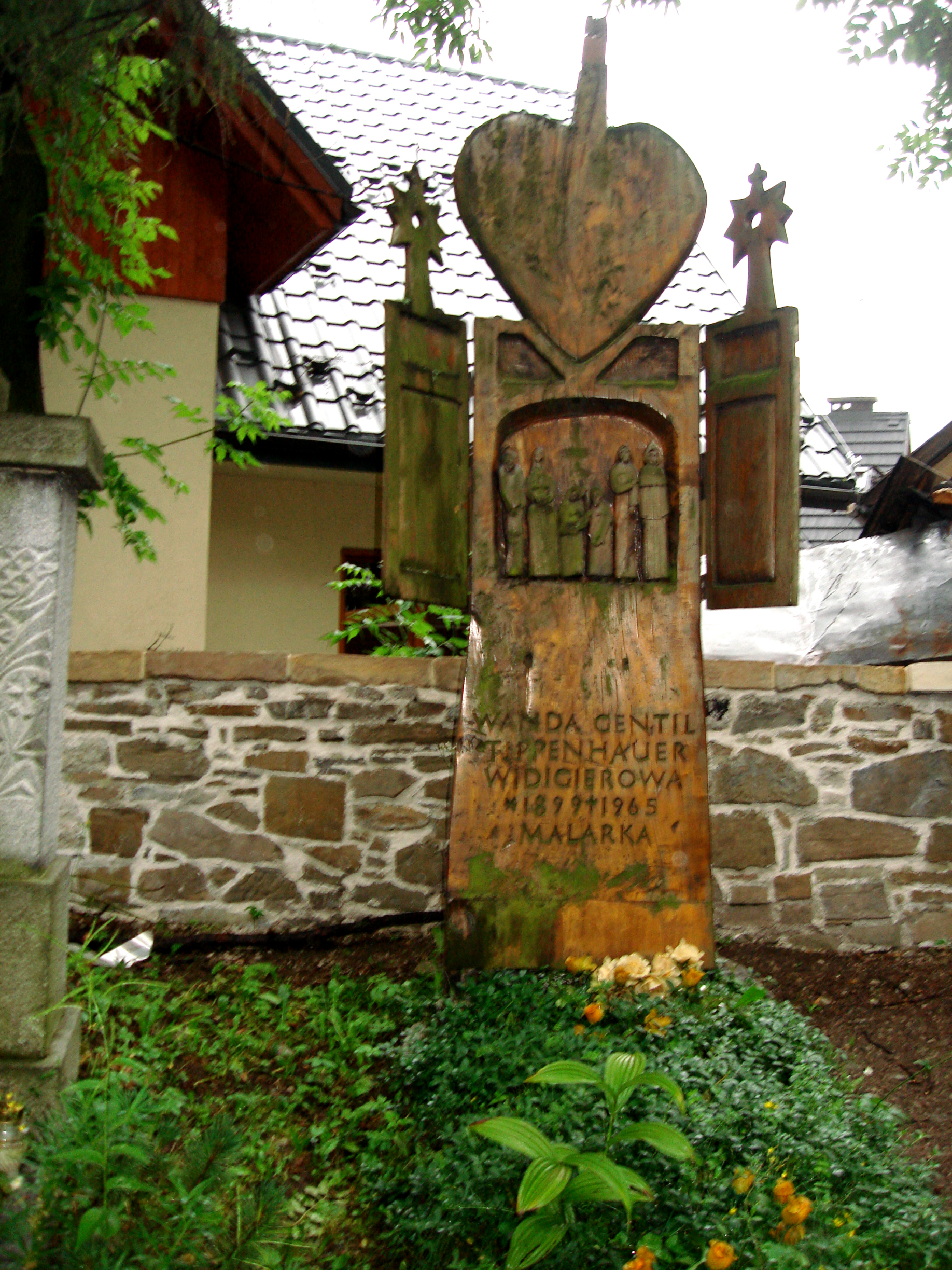
Cimetière Pęksowy Brzyzek
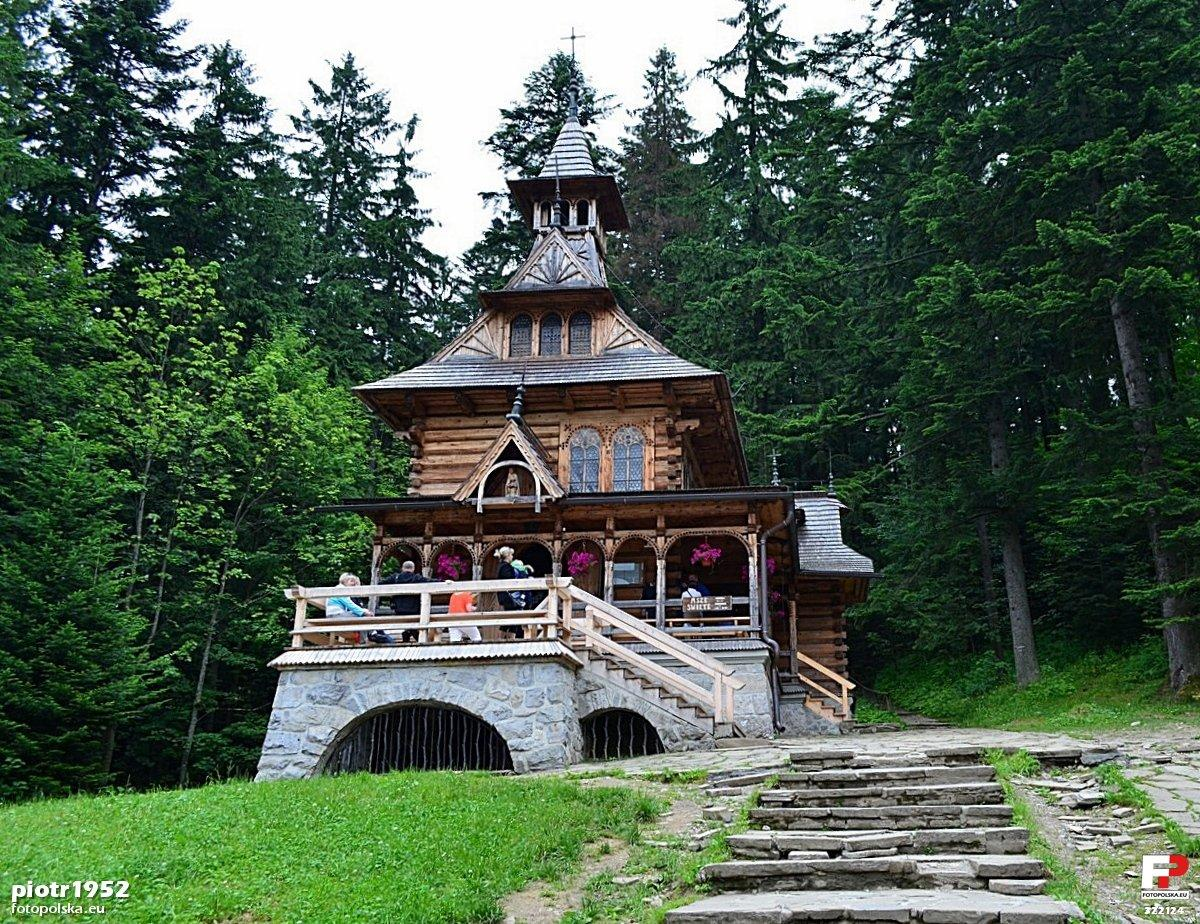
Chapelle Jaszczurówka
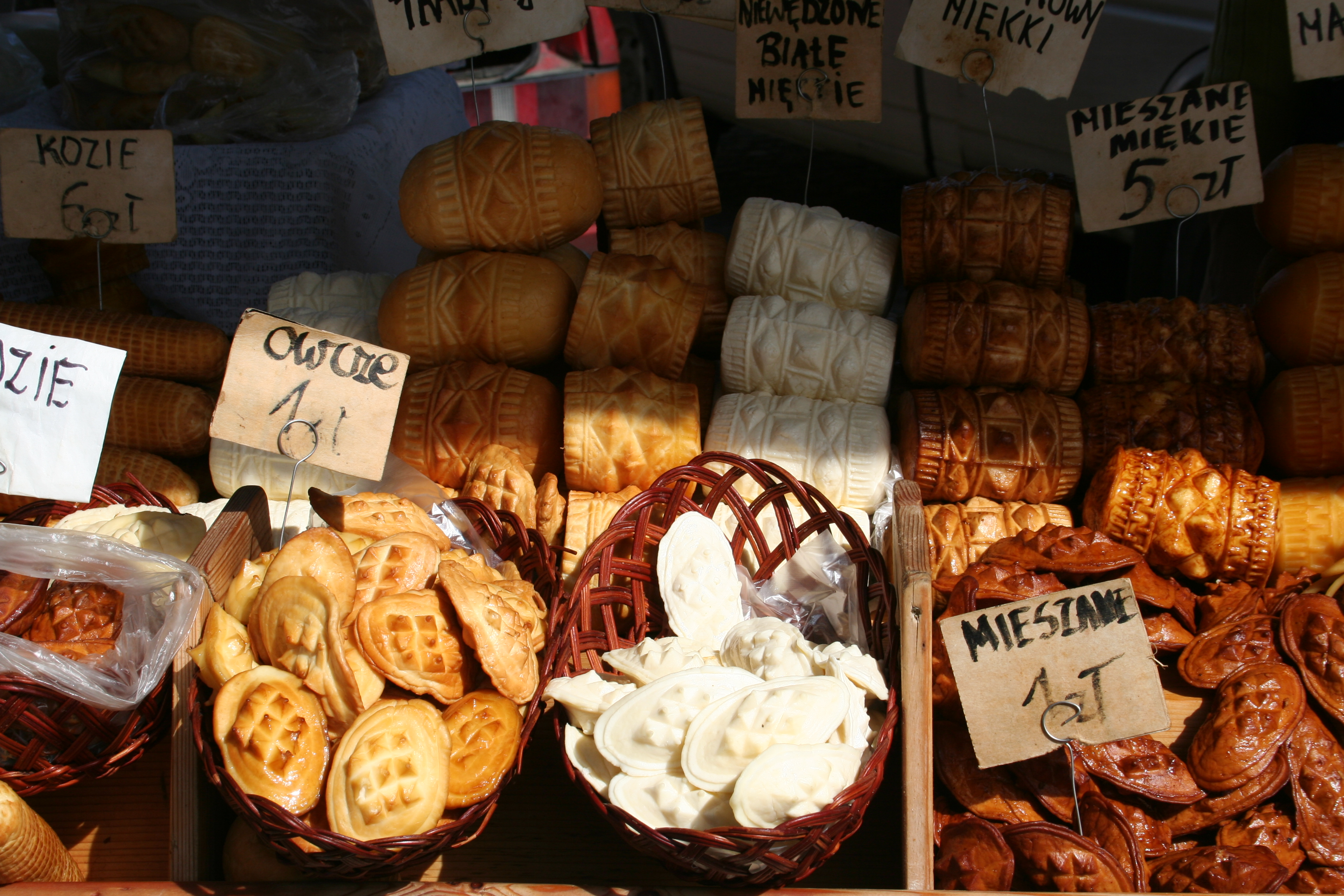
Oscypek - fromage de Zakopane
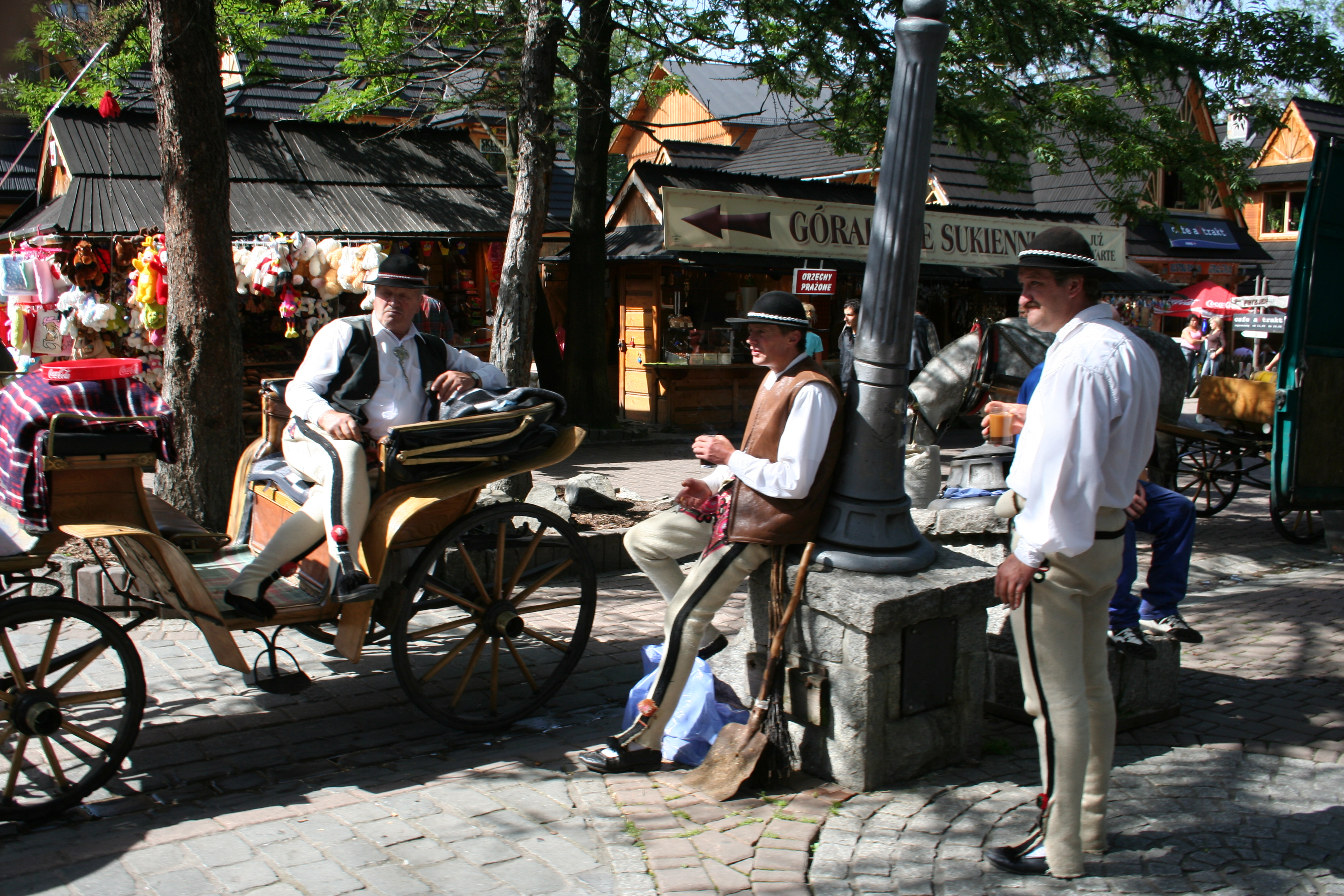
Des montagnards en costumes traditionnels
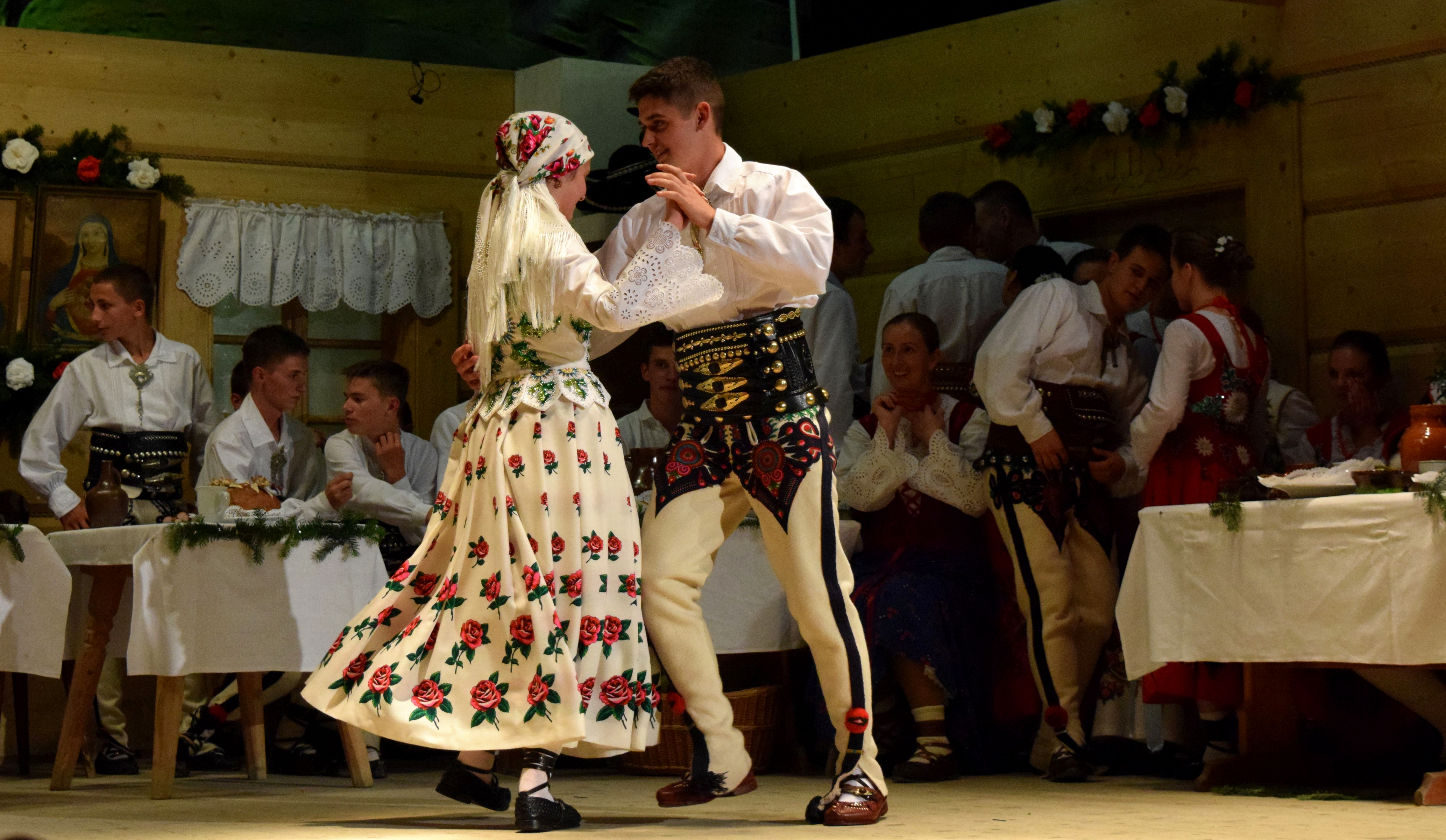
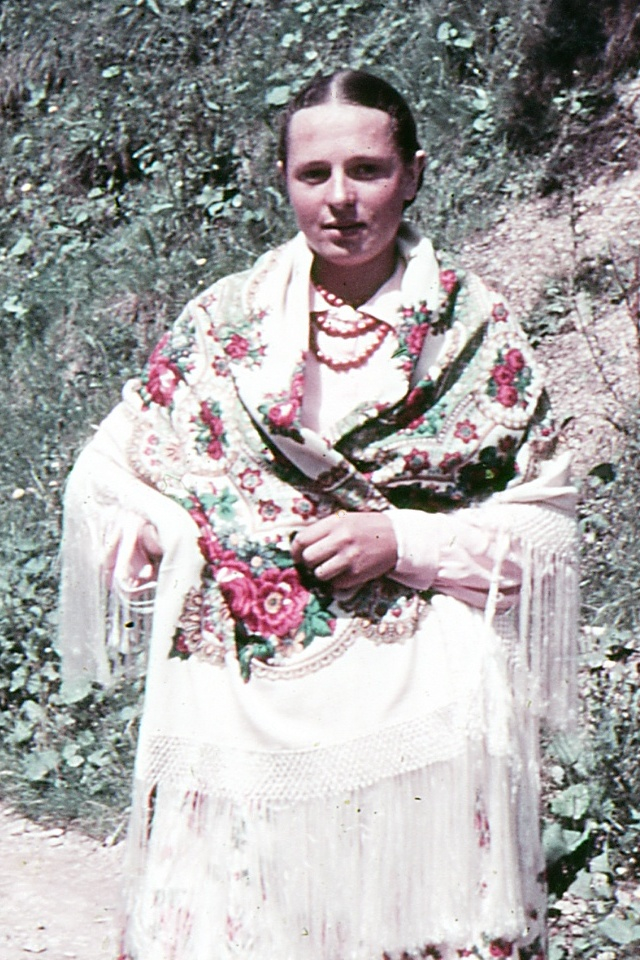
Zakopane 1938
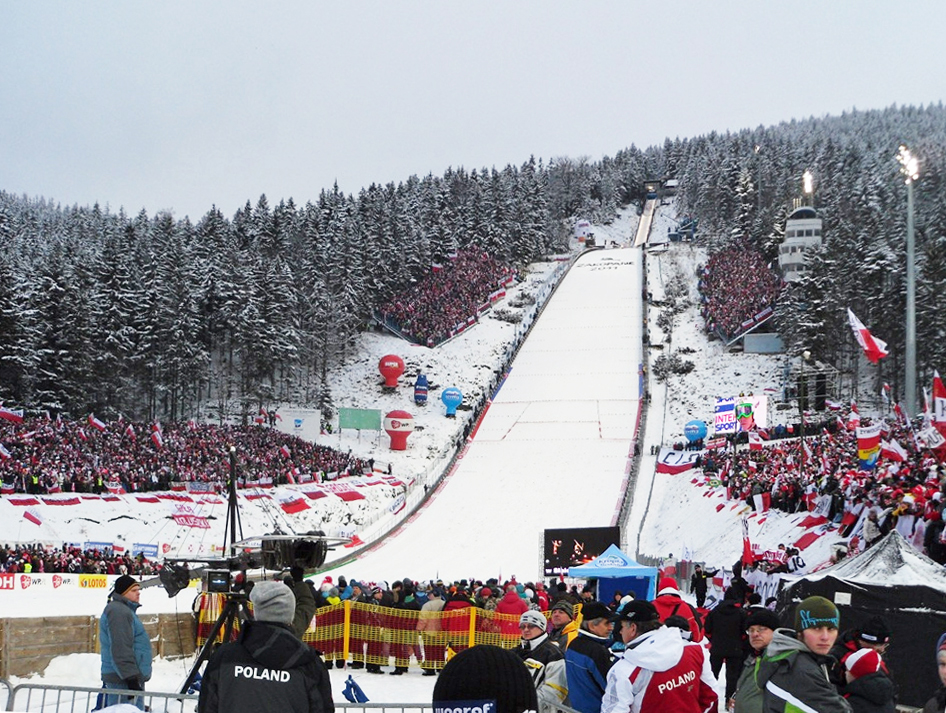
Tremplin Wielka Krokiew